# 高度経済成長
高度経済成長（こうどけいざいせいちょう）または、高度成長（こうどせいちょう）、高成長（こうせいちょう）とは、飛躍的に経済規模が継続して拡大すること、高い経済成長がなされることである。日本においては、実質経済成長率が年平均で10％前後を記録した1955年頃から1973年頃までを高度経済成長期と呼ぶ。

## 日本

日本の実質GDP成長率の推移

日本経済が飛躍的に成長を遂げた時期は、1954年（昭和29年）12月（日本民主党の第1次鳩山一郎内閣）から1973年（昭和48年）11月（自民党の第2次田中角栄内閣）までの約19年間である。この間には「神武景気」や「岩戸景気」、「オリンピック景気」、「いざなぎ景気」、「列島改造ブーム」と呼ばれる好景気が立て続けに発生した。

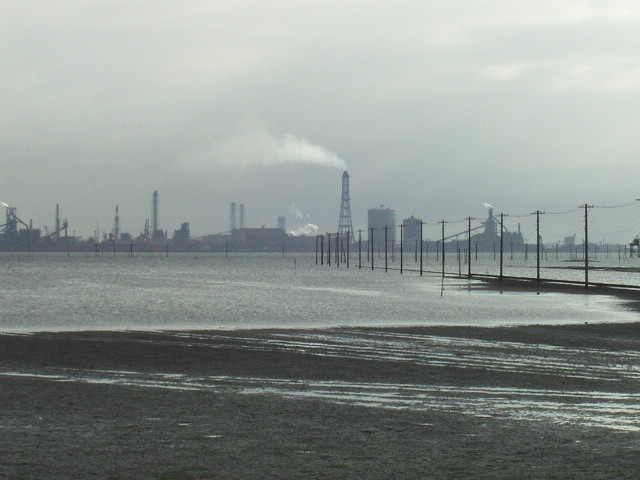
日本の石炭・金属関連産業は、1960年代に年率25％の成長率を示した。写真は千葉県の君津製鐵所。

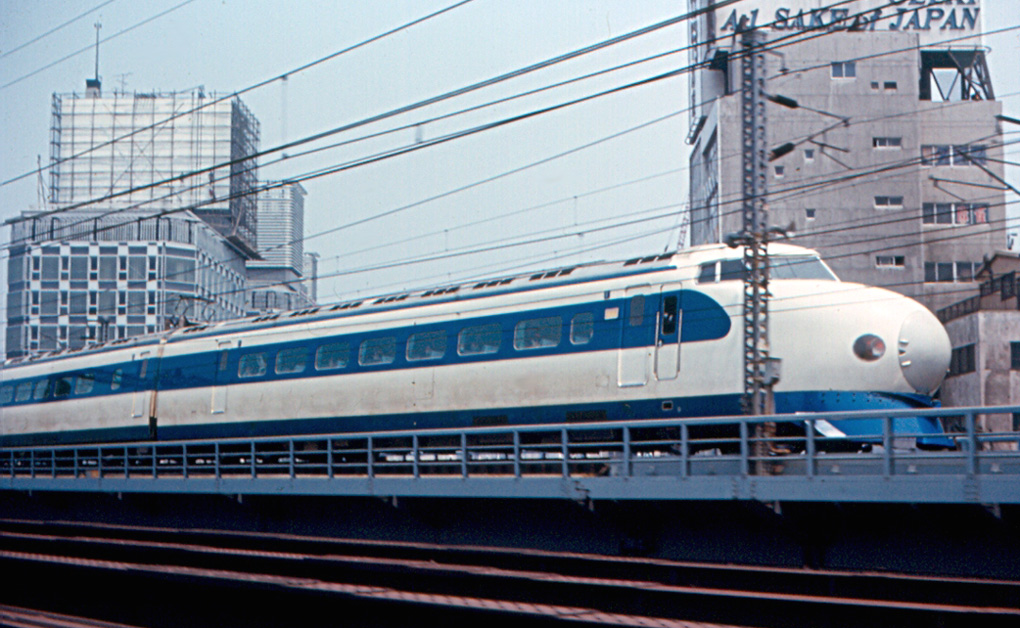
1964年10月に運行開始した東海道新幹線・0系電車

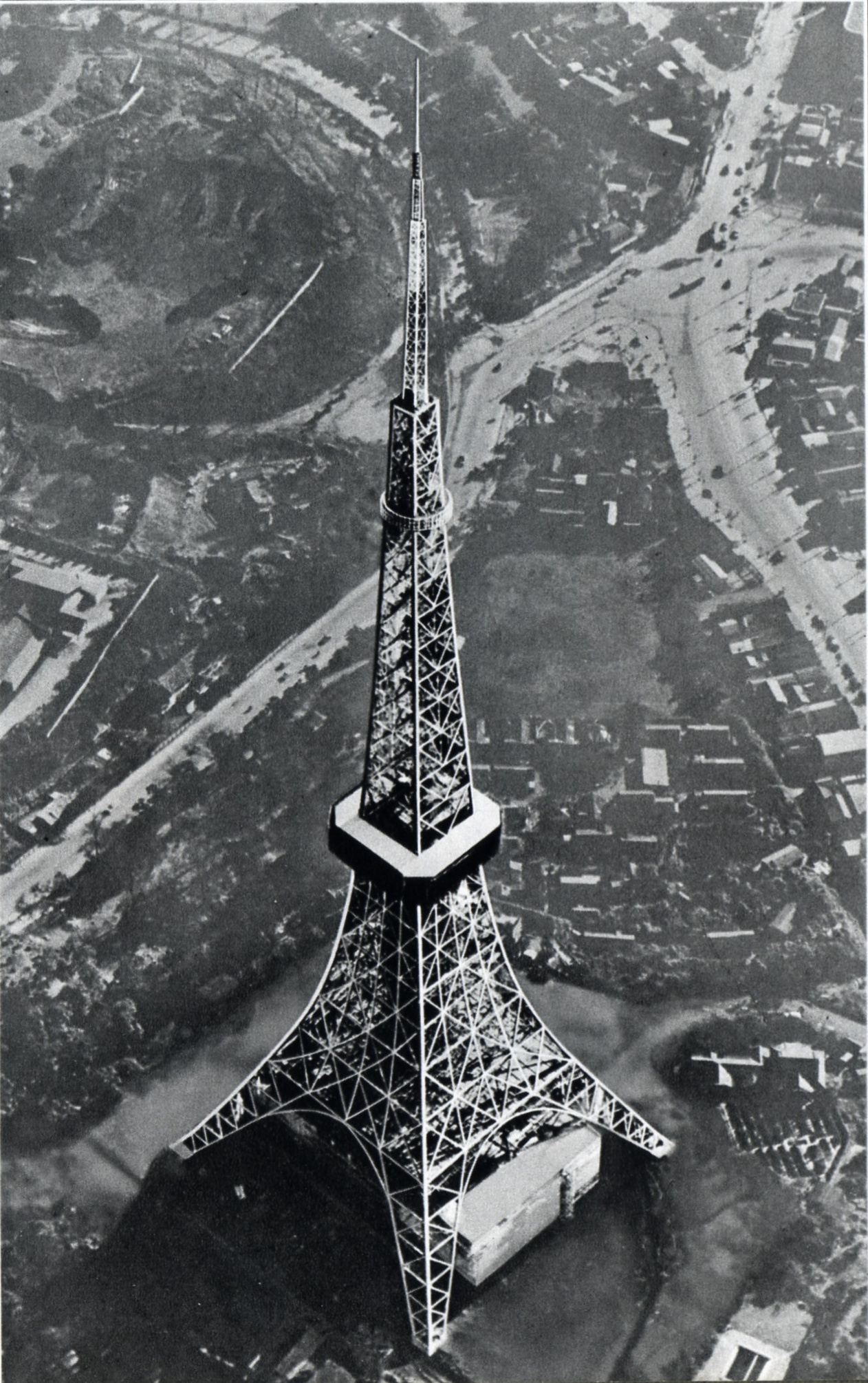
1958年に竣工した東京タワー

大阪万博（1970年）

### 敗戦からの復興（1946～1956年）
第二次世界大戦において、イギリス・アメリカ・中国・オランダの連合国に敗北し、朝鮮半島や台湾などの領地を喪失した上に、敗北と占領下による経済活動の荒廃や混乱を経た上でも、日本は敗北から急速に復興した。
1940年代後半に発生した食糧危機の影響により経済状況が一時悪化し、以後経済が不安定な状況が続くが、朝鮮特需を追い風に復興が続き復興特需とインフラの再整備、内需転換が続き占領下を脱して1年半の1953年後半ごろには戦前の最高水準を上回った。1956年10月には戦後11年で経済白書が「もはや戦後ではない」と宣言。

### 高度経済成長黎明期（1957～1960年）
1957年から1973年の16年間は、年平均10%以上の経済成長を達成した。エネルギーは石炭から石油に変わり、太平洋沿岸にはコンビナートが立ち並んだ。戦後解体された財閥が、株式を持ち合いながら銀行を事実上の核とする形態で再生し、旧財閥系企業が立ち直ったのもこのころだと言われる。
この経済成長の要因は、高い教育水準を背景に金の卵と呼ばれた良質で安い労働力、第二次世界大戦前より軍需生産のために官民一体となり発達した技術力、余剰農業労働力や炭鉱離職者の活用、高い貯蓄率（投資の源泉）、輸出に有利な円安相場（固定相場制1ドル=360円）、消費意欲の拡大、安価な石油、安定した投資資金を融通する間接金融の護送船団方式、管理されたケインズ経済政策としての所得倍増計画、政府の設備投資促進策による工業用地などの造成が挙げられる。
また、戦後首相の座についた吉田茂が行った、『憲法9条の下で本格的な再軍備を慎重に避けながら、日米安全保障条約に日本の安全を委ねることで、自国の経済成長を優先させる方針』についても、上記の要因の一つとして考えられる。

### 所得倍増計画で東京オリンピックへ（1961～1964年）
1960年、池田勇人内閣は、翌1961年4月からの10年間で国民総生産（GNP）を2倍以上に引き上げ、西欧諸国並みの生活水準と完全雇用の実現を目標とする「所得倍増計画」を発表した。
所得倍増計画は1964年秋に開催される東京オリンピックへの特需を迎えた。
名神高速道路（1963年7月開業）や東海道新幹線（1964年10月開業）といった大都市間の高速交通網、首都高速道路や阪神高速道路も整備され、都内では東京都交通局の地下鉄1号線（現・都営地下鉄浅草線）、帝都高速度交通営団（現・東京地下鉄〈東京メトロ〉）の日比谷線といった地下鉄新線の整備が進められた。
第二次大戦終戦直後の復興から続く一連の経済成長は「東洋の奇跡」（英語では「Japanese miracle」）と言われた。この驚異的な経済成長への憧憬や敬意から、日本を手本とする国が現れ始める（マレーシアにおけるルックイースト政策など）。
現在では、「戦後」の代名詞として1960年代の映像資料が使われる事が多い。
この時代、テレビ・洗濯機・冷蔵庫の3種類の家電製品は「三種の神器」と呼ばれ、急速に家庭に普及していった。これら便利な家庭製品の普及は生活時間の配分にも大きな影響を与え、女性の社会進出を促すことになった。この当時の風潮としては「大きいことは良いことだ」が流行語となり、「巨人・大鵬・卵焼き」に象徴される。「東洋の奇跡」と言う言葉が使われ始めた頃は日本人独特の「勤勉」「個より集団を重んじる（=和の文化）」等が要因として挙げられた時期もあった。

### 昭和40年証券不況（1965年）
順調な経済成長は同時に証券市場の成長も促し、投資信託の残高は1961年に4年前の約10倍となる1兆円を突破した。この勢いは、当時、「銀行よさようなら、証券よこんにちは」というフレーズが流行るほどだった。
しかし、1964年頃から経済は急速に縮小し事態は一変した。1964年にサンウェーブと日本特殊鋼（現大同特殊鋼）が倒産、1965年には山陽特殊製鋼倒産事件が発生した。さらに大手証券会社各社が軒並み赤字に陥った。一方個人消費は旺盛であり、主に個人消費者を対象とする製造業や流通業、サービス業はこの不況の影響をほとんど受けなかった。
こうした事態を受け、不況拡大を防ぐために政府は、1965年5月に山一證券への日銀特融、7月には戦後初である赤字国債の発行を決めた。結果、当時の政財界の関係者が危惧していた昭和恐慌の再来を未然に防ぎ、高度経済成長を持続していくこととなる。

### いざなぎ景気で大阪万博へ（1966～1970年）
1965年10月からいざなぎ景気が始まり、1966年から再び年10％以上の成長期となった。
1967年10月には所得倍増計画を達成。
1968年には日本の国民総生産（GNP）が、同じく敗戦国の西ドイツを抜き、アメリカに次ぐ世界第2位の経済大国となった。
終戦25周年記念として大阪万国博覧会が大阪府吹田市で1970年3月から半年間開催されることになり、いざなぎ景気は大阪万博への特需を迎えた。
大阪万博特需として、大阪中央環状線開通（1968年3月）、東名高速道路開通（1969年5月）、大阪市営地下鉄（現・Osaka Metro）の新線整備等が行われた。
日本が債権国となった1960年代後半には、外国人の日本株投資が活発化した。このころ株式投資基準が配当利回りから、株価を1株あたり純利益で割った値(PER)へ移行していった。外資に乗っ取られないよう金融機関をはじめ国内企業間で積極的に株式持ち合いをした結果、1973年度末の法人持株比率は66.9％にも達した。

### 石油危機と高度経済成長の終わり (1971～1973年)
1971年（昭和46年）8月のニクソン・ショック（ドル・ショック）による実質的な円の切り上げ、変動相場制移行は国際収支の過度な黒字を修正して経済の安定に寄与した。
1972年は3月に山陽新幹線岡山開業、5月に沖縄復帰を実現した。
1973年10月の第四次中東戦争をきっかけに原油価格が上昇し、日本はオイルショック（第1次オイルショック）に陥った。政府はインフレを抑制するために公定歩合を9％にまで引き上げた。

### 環境問題
経済成長の陰で急速な工業化に伴って環境破壊が起こり「水俣病」や「イタイイタイ病」、「四日市ぜんそく」、「第二水俣病」といった四大公害病の発生、大量生産の裏返しとしてのゴミ問題などの公害の問題が高度経済成長期後半になると深刻化した。
また、都市への人口集中による過密問題の発生と地方からの人口流出による過疎問題が発生した。高度経済成長時代も後半はその政策の見直しを迫られ、1967年の佐藤栄作内閣による公害対策基本法の制定や1971年の環境庁の発足、1972年の田中角栄による『日本列島改造論』の提唱につながることになる。

## 各国での例
- メキシコの奇跡（Mexican miracle） - 1940年代から1970年代にかけてのメキシコの経済成長
- 経済の奇跡（Wirtschaftswunder） - 第二次世界大戦後から1970年代にかけての西ドイツ、オーストリアの経済成長（日本同様第二次世界大戦の敗戦国）
- 栄光の三十年間（Trente Glorieuses） - 第二次世界大戦後から1973年までのフランスの経済成長
- スペインの奇跡（Spanish miracle） - 1959年から1973年にかけてのスペインの経済成長
- イタリア奇跡の経済（Miracolo economico italiano） - 1950年代後半から1960年代にかけてのイタリアの経済成長（第二次世界大戦の敗戦国）
- ギリシャの奇跡（Greek economic miracle） - 1950年から1973年にかけてのギリシャの経済成長
- 東アジアの奇跡 - 香港、台湾、大韓民国、シンガポール、マレーシア、タイ王国、インドネシアなどの経済成長
  - 台湾の奇跡 - 1960年代後半から1970年代にかけての台湾の経済成長
  - 漢江の奇跡 - 1960年代後半から1970年代にかけての韓国の経済成長
- フェリックス・ウフェ＝ボワニ - 1960年代から1970年代にかけてのコートジボワールの経済成長
- ブラジルの奇跡（Milagre econômico） - 1968年後半から1973年にかけてのブラジルの経済成長
- チリの奇跡 - 1974年から1983年、1985年、1990年にかけてのチリの経済成長
- 改革開放（Chinese economic reform）- 1978年から続く中華人民共和国の経済成長